# Žďár nad Sázavou
Žďár nad Sázavou é uma cidade checa localizada na região de Vysočina, distrito de Žďár nad Sázavou.
A cidade é localizada na linha Praga-Brno.

## Monumentos
- Igreja de Peregrinação de São João Nepomuceno - em 1994 foi declarada como Patrimônio Mundial da UNESCO